# Reinhard Hasselbach
Friedrich Reinhard Hasselbach (* 14. März 1815 in Fritzlar; † 29. Juni 1883 ebenda) war ein deutscher Apotheker und Abgeordneter des Kurhessischen Kommunallandtages.

## Leben
Reinhard Hasselbach wurde als Sohn des Apothekers Georg Heinrich Hasselbach und dessen Gemahlin Johanna Backhaus geboren. Nach dem Abitur studierte er Pharmazie und übernahm später den elterlichen Apothekenbetrieb, ging in die Kommunalverwaltung und wurde in seinem Heimatort stellvertretender Stadtkämmerer. 1870 erhielt er in indirekter Wahl ein Mandat für den Kurhessischen Kommunallandtag des Regierungsbezirks Kassel. Hier war er der Vertreter der Städte Fritzlar und Umgebung. Er hatte das Parlamentsamt bis 1874 inne.